# Жак Паганель
Жак Паганель (фр. Jacques Paganel) — один из главных героев романа Жюль Верна «Дети капитана Гранта».
Известный учёный-географ, имеющий множество учёных титулов и состоящий во множестве научных обществ. Полное имя — Жак Элиасен Франсуа Мари Паганель (фр. Jacques Eliacin François Marie Paganel). Образ Паганеля как рассеянного учёного стал прототипом литературного типажа «учёного чудака». Паганель стал и именем нарицательным для высокого, худого и неловкого человека.

## Роль в сюжете
Паганель направляется в Индию по заданию географического общества, но, в спешке перепутав судно, попадает на яхту «Дункан», идущую к берегам Южной Америки на поиски капитана Гранта. Учёный выражает намерение сойти на берег в ближайшем порту и отправиться по намеченному маршруту, но его уговаривают остаться, и Паганель присоединяется к поисковой экспедиции.
Паганелю свойственна чрезвычайная рассеянность. Сразу же после его появления на яхте рассказывается, как он, готовя к публикации карту Америки, нанёс на неё и Японию, и в таком виде она вышла в свет. По прибытии в Южную Америку он для общения с чилийцами и аргентинцами в течение нескольких недель вместо испанского языка изучает португальский. «Ошибки», совершаемые Паганелем «по рассеянности», служат одним из движителей сюжета романа.
Следуя его прочтению записки из бутылки, найденной в желудке рыбы-молота, яхта идёт в Австралию, где герои снова терпят неудачу.
Из-за описки Паганеля «Дункан» прибывает к берегам Новой Зеландии, что спасает жизнь путешественникам.
В финале романа Паганель женится на мисс Арабелле, кузине Мак-Наббса, имеющей крупное приданое. Как оказалось, в плену у туземцев Новой 3еландии Паганель был татуирован с ног до головы в знак уважения к нему как к «высшему существу»; учёный стыдился своиx татуировок и был уверен, что Арабелла его отвергнет, однако эксцентричная невеста, мечтавшая об уникальном и неповторимом муже, ценит его еще больше за татуировки. Однако из-за них Паганель так никогда и не вернулся на родину, боясь общественного осуждения.

## Образ Паганеля
Паганель описывается как высокий, сухощавый человек с умным и весёлым лицом, любитель поговорить.
Жюль Верн описывает своего героя в юмористическом ключе, в романе «Дети капитана Гранта» Паганель — самый яркий персонаж.
Образ Паганеля вызывает симпатию своей ребяческой непосредственностью, самоиронией, альтруизмом, романтичностью.
Вместе с тем ему присущи стойкость и мужество.
Главная его черта — истинная любознательность учёного, безграничная любовь к науке, географии, этнографии.

## Паганель в кино
- Николай Черкасов — «Дети капитана Гранта» (1936)
- Морис Шевалье — «В поисках потерпевших кораблекрушение»[англ.] (1962)
- Лембит Ульфсак (озвучен Алексеем Золотницким) — «В поисках капитана Гранта» (1986)